# Distrito de San Luis (San Pablo)
El Distrito de San Luis es uno de los cuatro que conforman la Provincia de San Pablo, ubicada en el Departamento de Cajamarca, bajo la administración del Gobierno regional de Cajamarca, en el norte del Perú.
Desde el punto de vista jerárquico de la Iglesia católica forma parte de la Diócesis de Cajamarca, sufragánea de la Arquidiócesis de Trujillo.

## Historia
El distrito fue creado mediante Ley N° 23336 del 11 de diciembre de 1981, en el segundo gobierno del Presidente Fernando Belaúnde Terry.

## Geografía
Tiene una superficie de 42,88 km².
ACTIVIDADES ECONÓMICAS: 
a). PRODUCCIÓN AGRÍCOLA. Trigo, Maíz Amarillo Duro, Maíz Amilacio, Chile, Arveja, Camote Amarillo, Fréjol Grano Seco, Palto, Chirimoya, Granadilla, Mango, Ciruela, Pacay, Mamey, Níspero, Naranja.
b). PRODUCCIÓN PECUARIA. Ganado Vacuno, Cuy, Conejos, Porcinos, Ovinos, Caprinos, Asnos, Gallinas, Pavos, Patos, etc. 
c). FORESTACIÓN. Molle, Espino, Tara, Eucalipto, Pati, etc. 
d). TURISMO. Trincheras de San Luis, Valle Rio Puclush, Culebra Mayo, La Laguna, Ayaloma, etc.

## División administrativa
Posee dos centros urbanos: San Luis Grande y Pampa de San Luis.
tiene seis caseríos:
- San Luis Grande.
- Pampa de San Luis.
- Las Paltas.
- Cuñish.
- La Laguna.
- Capellanía. 
Además tiene seis Anexos:
- El Carrizo.
- El Espinal.
- San Salvador.
- San Juan de Miraflores.
- Barro Negro.
- Portachuelo
Límite Geográfico:
- Por el Norte: Distrito de San Pablo.
- Por el Sur  : Con el Centro Poblado de Llallan.
- Por el Este : Con el Distrito de San Bernardino.
- Por el Oeste: Con la Provincia de San Miguel (trazado por el lecho del Río Puclush)

## Capital
Tiene como capital al pueblo de San Luis Grande. Se encuentra ubicado a una altura 1 376 m s. n. m.

## Autoridades

### Municipales
- - Alcalde: Zacarias Tejada Correa
- 2023 - 2026
- 2015 - 2018[3]
  - Alcalde: Edwin Infante Tejada.
- 2012-2014
  - Alcalde: Santos Peralta Culqui.
- 2011-2012
  - Alcalde: Alcibiades Cabanillas Moncada.
- 2007-2010
  - Alcalde: Manuel Fortunato Moncada Cruzado.
- 1999-2002
  - Alcalde: Alcibiades Cabanillas Moncada.
- 1996-1998
  - Alcalde: Alcibiades Cabanillas Moncada.

### Religiosas
- Diócesis de Cajamarca[4]
  - Obispo: Mons. José Carmelo Martínez Lázaro, OAR.
  - Obispo: San Luis de Tolosa.

## Festividades
- Enero. febrero y marzo: carnavales.
- Primera semana de abril: Semana Santa.
- Segundo domingo de mayo: Día de la Madre.
- Siete de junio: Día de la Bandera.
- 13 de julio de 1882: Batalla de San Pablo.
- 30 de agosto: Día de Santa Rosa de Lima.
- 9 de octubre Día de las Vírgenes Cuñishinas.
- Noviembre: San Luis de Tolosa, Patrón de Todos los Santos.
- 25 y 26 de noviembre Fiesta Patronal San Martín de Porras.
- 11 de diciembre creación del Distrito de San Luis.